# Adelopetalum (Bulbophyllum)
Adelopetalum es una sección del género Bulbophyllum perteneciente a la familia de las orquídeas.
Se caracterizan por tener un rizoma rastrero, una inflorescencia con 2 o más flores [excepto en B.lillianae, lingulatum que tienen una], y un estigma que no sobresale de la cara de la columna con 2 o 4 polinias sin estipe. La especie tipo es: Bulbophyllum bracteatum.

## Especies
1. Bulbophyllum argyropus (Endl.) Rchb.f. 1876 Norfolk Is, Queensland y New South Wales Australia y New Zealand
2. Bulbophyllum boonjee B.Gray & D.L.Jones 1984 Queensland Australia
3. Bulbophyllum bracteatum F.M.Bailey 1891 Australia
4. Bulbophyllum corythium N.Hallé 1981 New Caledonia
5. Bulbophyllum elisae F. Mueller 1868 Australia
6. Bulbophyllum exiguum F. Mueller 1860 Australia
7. Bulbophyllum lageniforme F.M.Bailey 1904 Queensland Australia
8. Bulbophyllum lilianae Rendle 1917 Australia
9. Bulbophyllum lingulatum Rendle 1921
10. Bulbophyllum newportii Rolfe 1909 Australia
11. Bulbophyllum weinthalii Rogers 1933 Queensland y New South Wales Australia